# Zaskwierki (Gietrzwałd)
Zaskwierki (deutsch Dorotheental) ist ein Ort in der polnischen Woiwodschaft Ermland-Masuren. Er gehört zur Gmina Gietrzwałd (Landgemeinde Dietrichswalde) im Powiat Olsztyński (Kreis Allenstein).

## Geographische Lage
Zaskwierki liegt im Westen der Woiwodschaft Ermland-Masuren, 16 Kilometer nordöstlich der ehemaligen Kreisstadt Osterode in Ostpreußen (polnisch Ostróda) bzw. 21 Kilometer westlich der heutigen Kreismetropole Olsztyn (deutsch Allenstein).

## Geschichte
Dorotheenthal, erst später Dorotheental, war bis 1945 ein Vorwerk zum Gut Grasnitz (polnisch Grazymy) im Kreis Osterode in Ostpreußen und ein Ortsteil der Gemeinde Grasnitz.
Heute ist Grazymy eine Ortschaft innerhalb der Landgemeinde Gietrzwałd (Dietrichswalde) im Powiat Olsztyński (Kreis Allenstein), bis 1998 der Woiwodschaft Olsztyn, seither der Woiwodschaft Ermland-Masuren zugehörig.

## Kirche
Bis 1945 war Dorotheental in die evangelische Kirche Langgut in der Kirchenprovinz Ostpreußen der Kirche der Altpreußischen Union, außerdem in die römisch-katholische Kirche Osterode in Ostpreußen (polnisch Ostróda) eingepfarrt.
Heute gehört Zaskwierki evangelischerseits auch zur Kirche Łęguty, jetzt eine Filialkirche von Ostróda in der Diözese Masuren der Evangelisch-Augsburgischen Kirche in Polen sowie katholischerseits zur Pfarrei in Biesal (Biessellen) im Erzbistum Ermland.

## Verkehr
Zaskwierki liegt verkehrsgünstig an der Woiwodschaftsstraße 531, die Łukta (Locken) mit Podlejki (Podleiken) an der Landesstraße 16 verbindet. Ein Bahnanschluss besteht nicht.